# 栗耳阿拉卡鴷
栗耳阿拉卡鴷（Pteroglossus castanotis）是南美洲中部及東南部特有的一種巨嘴鳥。牠們像黑頸阿拉卡鴷，但體型較大及色彩鮮艷。

## 分佈
栗耳阿拉卡鴷分佈在亞馬遜盆地，尤其集中於西南部。牠們也分佈於安地斯山脈東部，直達哥倫比亞中南部。
亞馬遜盆地南部分佈地向亞瑪遜河上游延伸，東南向喜拉朵中部及南部，集結於東巴拉圭的巴拉那河、巴西東南部及阿根廷的極北端。.

## 寄生蟲
栗耳阿拉卡鴷上寄生了一種稱為Austrophilopterus flavirostris的蝨。

## 外部連結
- Internet Bird Collection
- VIREO （页面存档备份，存于）
- Photo-High Res[永久]; tropicalbirding–"Southeast Brazil"